# 仁歩村
仁歩村（にんぶむら）は、かつて富山県婦負郡にあった村。

## 沿革
- 1889年（明治22年）4月1日 - 町村制の施行により、婦負郡下仁歩村、中仁歩村、上仁歩村、山ツ松村、入谷村、大下村、鼠谷村、平沢村、倉ケ谷村、正間村、土玉生村、小谷村、山中村、茗ケ島村、吉友村、大玉生村、尾畑村、小畑村、武道原村及び草連坂村の区域をもって、婦負郡仁歩村が発足する。
- 1939年（昭和14年） - 経済再生特例指定村となる[3]。
- 1941年（昭和16年）12月18日 - 診療所内に役場庁舎を移転。それまでは古い民家をそのまま利用していた[3]。
- 1957年（昭和32年）11月1日 - 婦負郡八尾町、大長谷村、仁歩村及び野積村が合併して、婦負郡八尾町が発足する。

## 歴代村長
出典→
1. 水上庄三郎（1889年6月1日 - 1890年7月28日）
2. 西村孫市郎（1890年11月22日 - 1891年6月19日）
3. 谷井三四郎（1891年7月3日 - 1892年6月19日）
4. 小島甚右衛門（1892年12月13日 - 1893年8月8日）
5. 水上庄三郎（1893年8月24日 - 1894年6月28日）
6. 若林興四郎（1894年7月17日 - 1895年2月12日）
7. 谷井三四郎（1895年3月26日 - 1897年8月15日）
8. 安倍宗太郎（1897年8月30日 - 1898年3月11日）
9. 水上庄三郎（1898年4月14日 - 1899年5月26日）
10. 西村孫市郎（1899年6月13日 - 1900年3月30日）
11. 飛騨長吉（1900年4月24日 - 1902年5月5日）
12. 谷井三四郎（1902年 - 1905年4月24日）
13. 若林茂次郎（1905年7月7日 - 1909年7月6日）
14. 若林茂次郎（1909年7月17日 - 1910年2月17日）
15. 西村孫市郎（1910年3月18日 - 1911年6月20日）
16. 谷川欽次郎（1911年7月18日 - 1912年10月19日）
17. 谷川欽次郎（1912年11月1日 - 1914年10月30日）
18. 村中菊次郎（1914年11月16日 - 1917年1月25日）
19. 水上源松（1917年2月3日 - 1919年2月14日）
20. 覚田善治（1919年3月3日 - 1923年3月2日）
21. 覚田善治（1923年3月3日 - 1926年1月27日）
22. 村中菊次郎（1926年2月19日 - 1927年8月19日）
23. 若島久平（1927年8月23日 - 1930年2月27日）
24. 若島久平（1930年2月28日 - 1934年2月27日）
25. 飛騨山数太郎（1934年3月5日 - 1938年1月31日）
26. 小島甚助（1938年3月18日 - 1942年2月17日）
27. 小島甚助（1942年3月23日 - 1942年7月3日）
28. 小島甚助（1942年7月7日 - 1945年6月8日）
29. 覚田善治（1945年6月28日 - 1947年4月21日）
30. 谷口宗治（1947年4月28日 - 1951年4月27日）
31. 村本松太郎（1951年4月28日 - 1955年4月30日）
32. 村本松太郎（1955年4月30日 - 1957年10月31日、町村合併により退任）